# ラピド (仮装巡洋艦)

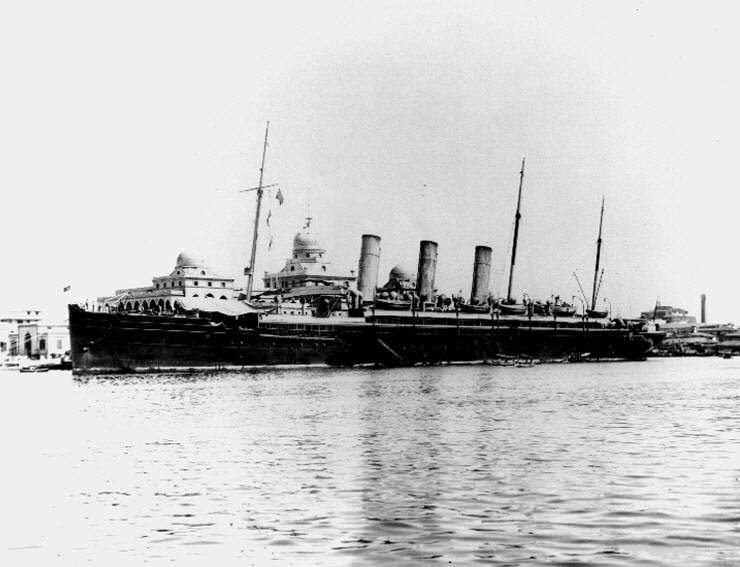

ラピド (Rapido) はスペイン海軍の仮装巡洋艦。元は1889年に建造されたハンブルク・アメリカライン（en）の客船「コロンビア (SS Columbia)」であり、1898年に米西戦争で仮装巡洋艦とするためスペイン海軍が購入した。そして、武装され「ラピド」と改名されて、アメリカアジア艦隊撃破と4,000名のフィリピンへの増援部隊輸送の任を負ったManuel de Camara少将率いるフィリピン救援部隊の一員となった。Camaraの戦隊は戦艦「ペラヨ」、装甲巡洋艦「エンペラドル・カルロス5世」、仮装巡洋艦「Patiota」、駆逐艦「アンダズ」、「オサド」、「プロセルピナ」、輸送船「ブエノスアイレス」、「パナイ」、「アルフォンソ12世」、「アントニオ・ロペス」、給炭艦4隻と「ラピド」で構成され、1898年6月16日にカディスから出撃した。
戦隊は1898年6月17日にジブラルタルを通過し（カリブ海へ単独で向かう「アルフォンソ12世」、「アントニオ・ロペス」は分離された。）、1898年6月26日にエジプトのポートサイドに到着。Camaraは石炭積み替えの許可を求めたが、エジプトの中立に対する懸念からそれは6月30日に不許可となった。
Camaraの戦隊は1898年7月5日にスエズに着いたが、そのときすでにパスクワル・セルベラ中将の艦隊はサンチャゴ・デ・キューバ海戦で殲滅され、サンチャゴ・デ・キューバを封鎖していたアメリカ艦隊が自由になっていた。スペイン沿岸の安全に対する不安から1898年7月7日にスペインの海軍大臣はCamaraの戦隊を呼び戻した。そして、戦隊は1898年7月17日にスエズを離れてスペインへ向かい、1898年7月25日に戦隊は解散した8。
1898年8月に戦争が終結すると、「ラピド」は民間船に戻った。日露戦争中にはロシア海軍の仮装巡洋艦「テレク」となった。
1907年解体。